# Assueer Jacob van Nagell
Assueer Jacob baron van Nagell, heer van de beide Ampsen (Lochem, 15 februari 1853 - Deventer, 20 april 1928) was een Nederlands politicus.
Van Nagell van Ampsen was een Gelderse gemeente-, provincie- en waterstaatsbestuurder, die net als zijn vader (J.E.H. baron van Nagell) zitting had in de Eerste Kamer. Na zijn rechtenstudie in Utrecht was hij advocaat en vervolgens 23 jaar burgemeester van het Gelderse Laren. Hij werd na 18 jaar gedeputeerde te zijn geweest tot Eerste Kamerlid gekozen voor de liberalen. Hij was een baron van de oude stempel, die op het slot Ampsen woonde, die vele landerijen bezat, en wiens familie door huwelijken was gelieerd aan de geslachten Schimmelpenninck van der Oye, Van Lynden van Sandenburg en Van Zuylen van Nijevelt.

## Onderscheidingen
- Officier in de Orde van Oranje-Nassau
- Ridder in de Orde van de Nederlandse Leeuw (31 augustus 1911)

- Biografisch Portaal: 44120215
- Parlement.com: vg09ll3jiyic